# Josef Stránský (fotbalista)
Josef Stránský (7. září 1907 – ) byl český fotbalista, záložník.

## Fotbalová kariéra
Hrál za SK Viktoria Žižkov. V nejvyšší soutěži nastoupil v roce 1925 za Viktorii Žižkov v utkání proti SK Meteor VIII.

## Ligová bilance
| Ročník              | Zápasy | Góly | Klub               |
| ------------------- | ------ | ---- | ------------------ |
| Asociační liga 1925 | 1      | 0    | SK Viktoria Žižkov |
| CELKEM              | 1      | 0    |                    |